# Club Deportivo Elemental Racing Féminas
El Club Deportivo Elemental Racing Féminas, conocido como CDE Racing Féminas o simplemente Racing Féminas es la sección de fútbol femenino del Real Racing Club de Santander, Cantabria, España. Actualmente compite en la Segunda Federación Femenina, tercera categoría del fútbol femenino.

## Historia
El equipo surgió de la absorción del equipo Fénix por parte del Racing de Santander en 2017. Ese mismo año, el Racing Féminas fue presentado el 20 de agosto, durante el medio tiempo de un partido entre el Racing de Santander y el Arenas de Getxo, en el estadio El Sardinero. Desde entonces, ha participado en la Segunda División Femenina de España.

## Trayectoria deportiva
| Temporada | Liga        | Liga | Liga | Liga | Liga | Liga | Liga | Liga | Liga |
| Temporada | Div         | Pos. | J    | G    | E    | P    | GF   | GC   | Pts  |
| --------- | ----------- | ---- | ---- | ---- | ---- | ---- | ---- | ---- | ---- |
| 2017-18   | 2ª División | 5º   | 26   | 15   | 1    | 10   | 84   | 42   | 46   |
| 2018-19   | 2ª División | 4º   | 26   | 16   | 3    | 7    | 87   | 31   | 51   |
| 2019-20   | 2ª División | 11º  | 17   | 6    | 1    | 10   | 29   | 26   | 19   |

## Organigrama deportivo

### Plantilla
Actualizado a febrero de 2023

### Cuerpo técnico
Entrenador
 Roberto Cainzos

 Pablo Arce Durán (entrenador adjunto)

Entrenadores de porteras

 José Luis González

 Jacinto Javier Mansilla Del Pozo

Preparador físico

 Alejandro Kike Fernández Saiz

Delegado

 Jose Ramón Martinez Quijano

Referencias: